# حسن مصطفى (لاعب كرة يد)
حسن مصطفي موسي (28 يوليو عام 1944 -) هو لاعب كرة يد مصري سابق. وكان يلعب في المنتخب المصري لكرة اليد، يشغل حالياً منصب رئيس الاتحاد الدولي لكرة اليد ولا يزال في هذا المنصب منذ عام 1998. بدأ لعب كرة اليد مع الأهلي لمدة 15 عاما و10 سنوات مع المنتخب المصري . تلقى تعليمه في الكلية الألمانية للتربية البدنية والرياضية في مدينة لايزبيج الألمانية إلى أن حصل علي الدكتوراه.
قام بتدريب النادي الأهلي والمنتخب لمدة عشر سنوات وحصل علي لقب أفضل مدرب في مصر عام 1998 ، وعمل في مهنة التحكيم في مباريات دوري المحترفين الي أن وصل للشارة الدولية.
عين حسن مصطفي في الاتحاد المصري لكرة اليد رئيسا لمجلس الإدارة من  1976 : 1984 ثم 1992-2008. وتم تعينه رئيسا للاتحاد الدولي لكرة اليد والأمين العام للجنة الأولمبية المصرية. وكان رئيس لجنة التدريب والمناهج التابعة للاتحاد الدولي لكرة القدم «فيفا» وعضو الاتحاد الدولي لكرة اليد في الفترة من 1992 وحتي عام 2000. في 2004 عين عضوا في مجلس رابطة الاتحادات الدولية الأوليمبية الصيفية (أسويف).
انتخب حسن مصطفي رئيسا للاتحاد الدولي لكرة اليد في الجمعية العمومية للاتحاد عام 2000 ليكون بذلك الرئيس الخامس للاتحاد الدولي منذ إنشاء الاتحاد عام 1946.، كما تم تعيينه مبعوث اللجنة الأولمبية الدولية لحل مشاكل الرياضة المصرية، قاد حسن مصطفي الاتحاد الدولي لكرة اليد منذ عام 2000 لخمس فترات رئاسية من بينها فترة بالتزكية في 2012.

## روابط خارجية
- حسن مصطفى على موقع أوليمبيديا (الإنجليزية)